# Spencer (Idaho)
Pour les articles homonymes, voir Spencer.
Spencer est une ville américaine située dans le comté de Clark en Idaho.
Selon le recensement de 2010, Spencer compte 37 habitants. La municipalité s'étend alors sur une superficie de 1,12 mille carré (2,9 km2).